# Битва за Кону
Битва за Кону — эпизод туарегского восстания в ходе которого 10—12 января 2013 года развернулись ожесточенные бои за стратегический город Кона между повстанцами туарегами из группировки Ансар-ад-Дин и франко-малийскими войсками.

## Ход военных действий
В середине января 2013 года боевики радикальных исламистских группировок начали наступление на юг страны. 10 января они захватили населённый пункт Кона.
Однако уже 11 января правительственные войска отбили атаку исламистов и заняли Кону, чему в немалой степени способствовала активная вооруженная поддержка Франции. Французы оказали правительственным войскам поддержку с воздуха, задействовав два вертолета и четыре самолета Mirage 2000.
Командование армии Мали сразу же после окончания боевых действий заявило о более 100 убитых исламистах и 30 уничтоженных автомобилях. Однако, агентство Франс Пресс сообщило, что в городе насчитано 46 тел повстанцев, а французское командование дало сведения о 4 уничтоженных автомобилях. В боях за Кону погиб французский пилот вертолета «Газель», также по информации газеты USA Today повстанцам удалось сбить французский вертолёт. По сообщению Associated Press, исламисты используют оружие, захваченное во время недавней войны в Ливии, в ходе который был свергнут Муаммар Каддафи, а также у малийской армии. Правительственные войска Мали, по официальным данным, потеряли 11 человек убитыми и 60 ранеными. По сведениям очевидцев, потери правительственных войск достигли нескольких десятков человек убитыми.
Телеканал Аль-Джазира передал сведения о как минимум двенадцати взятых в плен солдатах армии Мали. Однако позднее, 15 января 2013 года, французская сторона опровергла ранее поступавшие заявления о переходе города под контроль малийских правительственных войск, Кона всё ещё оставалась под контролем повстанцев.
18 января представители военной хунты Мали ещё раз объявили о взятии города Кона.